# Ione (California)
Ione è una città degli Stati Uniti d'America, situata in California, nella contea di Amador.